# Obzidano mesto Jajce
Obzidano mesto Jajce (bosansko, hrvaško in srbsko: Jajačka tvrđava, srbsko cirilsko Јајачка тврђава) je srednjeveško utrjeno jedro mesta Jajca v Bosni in Hercegovini s citadelo visoko nad mestom na vrhu strmega hriba piramidalne oblike, obdanega s približno 1300 metri dolgim obrambnim obzidjem. Je ena najbolje ohranjenih utrjenih prestolnic Bosanskega kraljestva, zadnja trdnjava pred razpadom kraljestva pod pritiskom vojaškega napredovanja ob začetku prevzema Osmanskega cesarstva.
Staro mestno jedro Jajca s citadelo in drugimi posameznimi kraji znotraj, pa tudi zunaj obzidanega mestnega obrobja, kot so Kraljevi grob ali Jajški mitrej, cerkev sv. Janeza v Podmilačju, trdnjava Vinac, pravoslavna cerkev Presvete Matere božje, frančiškanski samostan svetega Luke, rimskokatoliško pokopališče Hrastt, vključno s slapom Plive, je KONS razglasil za nacionalni spomenik Bosne in Hercegovine kot naravno in arhitekturno celoto Jajca in kot tak predlagan za vpis na Unescov seznam svetovne dediščine.

## Geografija
Celoten kompleks obzidanega mesta Jajce s citadelo, mestnim obzidjem, stražnim stolpom Medvjed-kulo in dvemi glavnimi mestnimi vrati s stolpoma leži na južnem pobočju velike skalnate piramide ob sotočju rek Plive in Vrbasa, ki ga oklepata ti reki iz smeri jug-jugozahod, s strugo Plive, in vzhod-jugovzhod ob reki Soteska Vrbasa.
Pri trdnjavi je nadmorska višina 470 metrov, pri Plivskih jezerih 426,6 metrov, pri slapu pa 362,5 metrov nadmorske višine. Trdnjava, ki je kasneje postala citadela in osrednja točka sistema utrdb, skupaj z obzidjem se razteza v obsegu približno 1300 metrov in pokriva površino približno 11.200 kvadratnih metrov. Celotno območje je geografsko in zgodovinsko zanimivo.

## Zgodovina
Trdnjavo je na mestu prejšnje utrdbe zgradil Hrvoje Vukčić Hrvatinić, ustanovitelj Jajca. Domneva se, da bi lahko bila ena od lokacij njegove smrti Jajce, kjer je zgradil svojo grobnico, znano kot Jajške katakombe. Obravnava pa se še ena lokacija njegovega pokopa in to je Zgošća pri Kaknju, kjer je bil najden zgoški steček, grobni megalit, za katerega se domneva, da bi lahko pripadal Hrvoju.
Kasneje pa je mesto postalo sedež bosanskih kraljev, od tod tudi kraljevski grb na vhodu v citadelo. Del obzidja je zgradil ogrski kralj, Osmani pa so postavili smodnišnico. Obzidje je visoko in grad je zgrajen na hribu jajčaste oblike, reki Pliva in Vrbas ga varujeta. Na južni in zahodni strani ni obzidja.
Jajce je bilo prvič zgrajeno v 14. stoletju in je v tem času služilo kot glavno mesto neodvisne Kraljevine Bosne. Mesto ima vrata kot del utrdbe in grad z obzidjem, ki vodi do različnih vrat po mestu. Približno 10–20 kilometrov od Jajca je grad Komotin in mestno območje, ki je starejše, a manjše od Jajca. Menijo, da je bilo mesto Jajce prej Komotin, vendar je bilo premaknjeno po črni kugi.
Prva omemba imena Jajce v pisnih virih je iz leta 1396, vendar je trdnjava takrat že obstajala. Jajce je bilo rezidenca zadnjega bosanskega kralja Stjepana Tomaševića; Osmani so mesto oblegali in ga usmrtili, vendar so ga držali le šest mesecev, preden ga je ob obleganju Jajca zavzel ogrski kralj Matija Korvin in ustanovil Jajško banovino.
Skenderbeg Mihajlović je leta 1501 oblegal Jajce, vendar neuspešno, saj ga je premagal Ivaniš Korvin ob pomoči Zrinskega, Frankopana, Karlovića in Cuborja.
V tem obdobju je kraljica Katarina obnovila cerkev Svete Marije v Jajcu, danes najstarejšo cerkev v mestu. Leta 1527 je Jajce postalo zadnje bosansko mesto, ki je padlo pod osmansko oblast. Mesto je nato izgubilo svoj strateški pomen, saj se je meja pomikala vse bolj proti severu in zahodu.
Jajce je leta 1878 skupaj z ostalim delom Bosne in Hercegovine prešlo pod upravo Avstro-Ogrske. Frančiškanski samostan svetega Luke je bil dokončan leta 1885.

## Fortifikacijski sistem

### Citadela in bastijoni
Jajška citadela je osrednja točka obzidanega mesta Jajce. Je prva, ki je bila zgrajena na vrhu hriba Hum na 470 m nadmorske višine, konec 13. in v začetku 14. stoletja kot utrdba bosanskega velikega vojvode Hrvoja Vukčića. Obkrožalo jo je manjše naselje na vzhodnih pobočjih, tako kot danes. Od takrat je bila večkrat popravljena, ponovno zgrajena in povečana.
Danes je citadela sestavljena iz glavnega portala, okrašenega z grbom kraljeve dinastije Kotromanić, dveh velikih bastijonov in v notranjosti smodniškega stolpa. Stene so prehodne s potjo po vsej dolžini, ki povezuje Veliki južni bastijon z Velikim severnim bastijonom, zgrajenim na diagonalno nasprotnih vogalih.

### Obzidje z mestnimi vrati in stražnimi stolpi
Dodali so obzidje in mestna vrata, dokler ni s svojim velikim obzidjem zajelo celotno naselje pod seboj. Trdnjava je postala citadela in osrednja točka sistema utrdb, katerih obzidje se v skupni dolžini razteza v obsegu približno 1300 metrov in pokriva površino približno 11.200 kvadratnih metrov.
Obzidano obrobje oklepa Jajce z dveh strani, z dvemi glavnimi mestnimi vrati, po eno na vsaki strani, severnimi glavnimi mestnimi vrati »Banjaluška vratarnica« in južnimi glavnimi mestnimi vrati »vratnica Travnik«.
Severno obodno obzidje se razteza od severovzhodnega vogala trdnjave, blizu stolpa z uro, do vrat Mračne kapije, ki ji sledijo vrata in bastijon Velika tabija, od Velike tabije do stolpa Džikovac, od tam do stolpa Papaz, ki doseže severna glavna mestna vrata, vrata Banja Luka, od tu pa zid sledi smeri proti reki Vrbas in se konča pri »Šamić tabijah«. Zahodno obodno obzidje se začne na zahodnem vogalu citadele, blizu njenega glavnega portala, in sledi jugovzhodni smeri navzdol do »stolpe Medvjed«, nato pa gre obzidje južneje do reke Plive, nato pa zavije proti vzhodu proti južnim glavnim mestnim vratom »vratnici Travnik«, kjer se konča.

## Arhitekturni sklop
Obzidano mesto Jajce stoji ob sotočju rek Plive in Vrbasa. Ustanovljeno in začelo se je razvijati v srednjem veku, končno obliko pa je dobilo v osmanskem obdobju. Obstaja več cerkva in mošej, zgrajenih v različnih obdobjih v različnih vladavinah, zaradi česar je Jajce v tem pogledu precej raznoliko mesto. Razglašeno je za nacionalni spomenik Bosne in Hercegovine in kot staro mestno jedro Jajca, vključno s slapom, in drugimi posameznimi lokacijami zunaj obzidanega mestnega obrobja, kot je Jajški mitrej, je označen kot naravna in arhitekturna celota Jajca in kot tak predlagan za vpis na Unescov seznam svetovne dediščine. Enota za vpis je trenutno uvrščena na Unescov poskusni seznam.

## Galerija
- Citadela s pogledom na staro obzidano mesto Jajce
- Trdnjava Jajce
- Bastijon
- Jajce - obzidano mesto, zaščiteno z dvema rekama in dolgim obzidjem